# Troisième circonscription de la préfecture de Fukushima
La troisième circonscription de la préfecture de Fukushima (福島県第3区, Fukushima-ken dai-san-ku) est l'une des quatre circonscriptions législatives que compte la préfecture de Fukushima au Japon.

## Description géographique
Entre 1994 et 2022, la troisième circonscription de la préfecture de Fukushima regroupait les villes de Shirakawa et Sukagawa et les districts d'Iwase, Nishishirakawa, Higashishirakawa, Ishikawa et Tamura. Entre 2013 et 2022, elle comprenait aussi la ville de Tamura et, entre 2017 et 2022, elle ne couvrait plus le district de Nishishirakawa en entier, mais seulement le bourg de Yabuki et les villages de Nakajima et Izumizaki,.
Depuis 2022, elle réunit les villes d'Aizuwakamatsu, Shirakawa et Kitakata et les districts de Minamiaizu, Yama, Kawanuma, Ōnuma, Nishishirakawa et Higashishirakawa,.

## Députés
| Législature | Début de mandat | Fin de mandat | Député élu         | Parti politique | Parti politique |
| ----------- | --------------- | ------------- | ------------------ | --------------- | --------------- |
| 41e         | 1996            | 2000          | Hiroyuki Arai (ja) |                 | PLD             |
| 42e         | 2000            | 2003          | Kōichirō Genba     |                 | PDJ             |
| 43e         | 2003            | 2005          | Kōichirō Genba     |                 | PDJ             |
| 44e         | 2005            | 2009          | Kōichirō Genba     |                 | PDJ             |
| 45e         | 2009            | 2012          | Kōichirō Genba     |                 | PDJ             |
| 46e         | 2012            | 2014          | Kōichirō Genba     |                 | PDJ             |
| 47e         | 2014            | 2017          | Kōichirō Genba     |                 | PDJ             |
| 48e         | 2017            | 2021          | Kōichirō Genba     |                 | SE              |
| 49e         | 2021            | 2024          | Kōichirō Genba     |                 | PDC             |
| 50e         | 2024            | -             | Shinji Oguma (ja)  |                 | PDC             |